# لوبو سوارس
لوبو سوارس دي ألبرجاريا، كان قائد أساطيل برتغالية. في أوائل العهد العثماني تعرضت جدة للعديد من الغارات. في عام 1516م، وصل أسطول لوبو سوارس البرتغالي أمام جدة وقد صدته الحامية العثمانية بقيادة سليمان باشا وأسرت إحدى السفن وأرسلتها للآستانة.